# Kopalnia Węgla Kamiennego Kazimierz-Juliusz

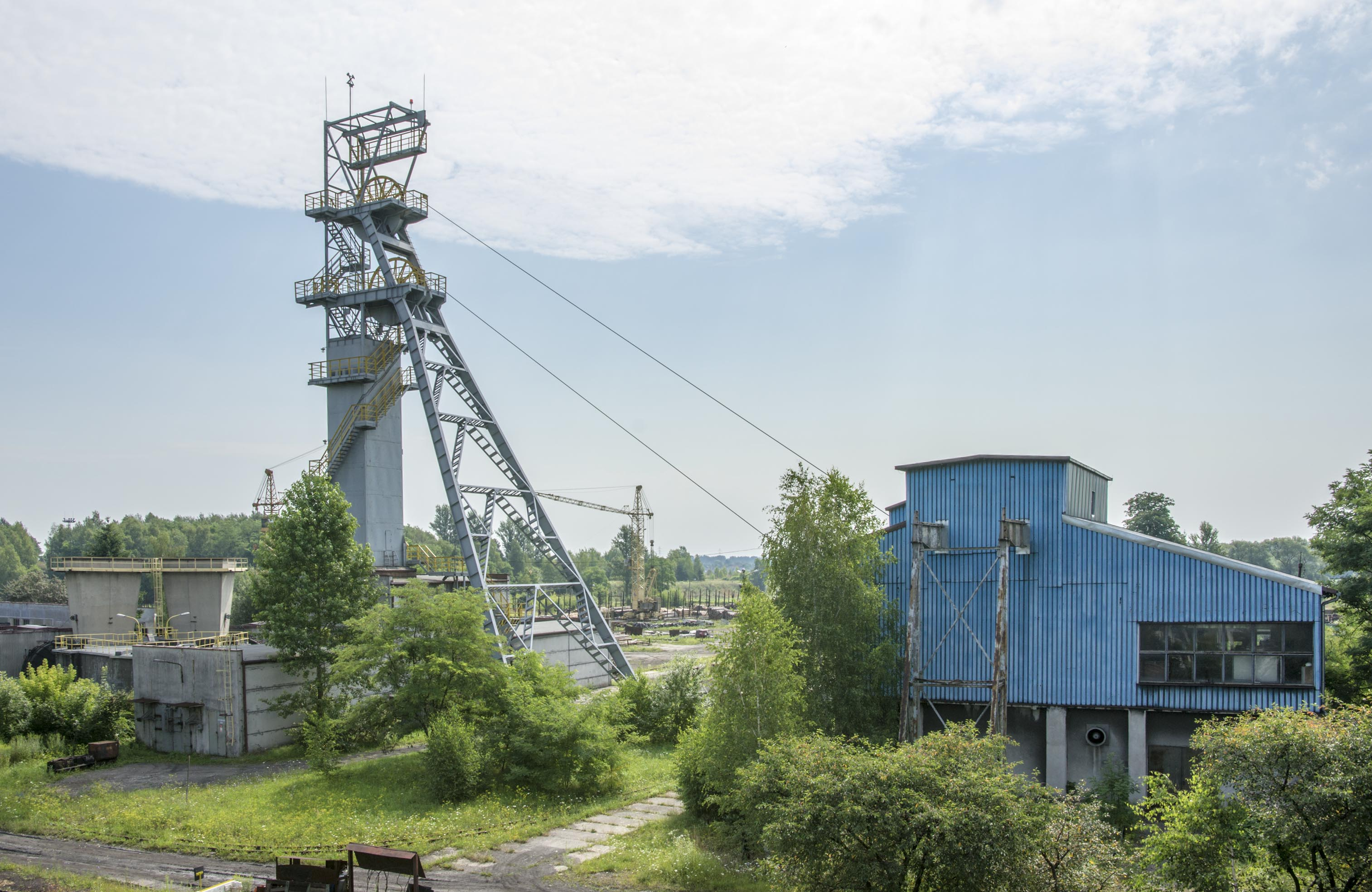
Wetterschacht V auf Kazimierz

Das Steinkohlenbergwerk Kazimierz-Juliusz (polnisch Kopalnia Węgla Kamiennego Kazimierz-Juliusz) ist ein Steinkohlenbergwerk in der Liquidationsphase in Sosnowiec, Polen.
Kazimierz-Juliusz  ist das letzte Bergwerk in Sosnowiec und baute bis Mai 2015 Steinkohle im Dabrowabecken ab. Es war viele Jahre ist eine Tochtergesellschaft der Katowicki Holding Węglowy (KHW). Weil es aber nicht kostendeckend arbeitete und stark verschuldet war, wurde eine Vereinbarung getroffen, das Bergwerk aus der KHW auszulösen, in die Spółka Restrukturyzacji Kopalń S.A. (SRK) zu überführen und noch bis zur Erschöpfung der bereits erschlossenen Vorräte zu betreiben. Am 31. Mai 2015 wurde die Förderung eingestellt und mit dem Ausrauben unter Tage begonnen. Es soll bis zum Jahresende 2016 abgeschlossen sein. Die endgültige Liquidierung ist für den 31. Dezember 2018 vorgesehen.

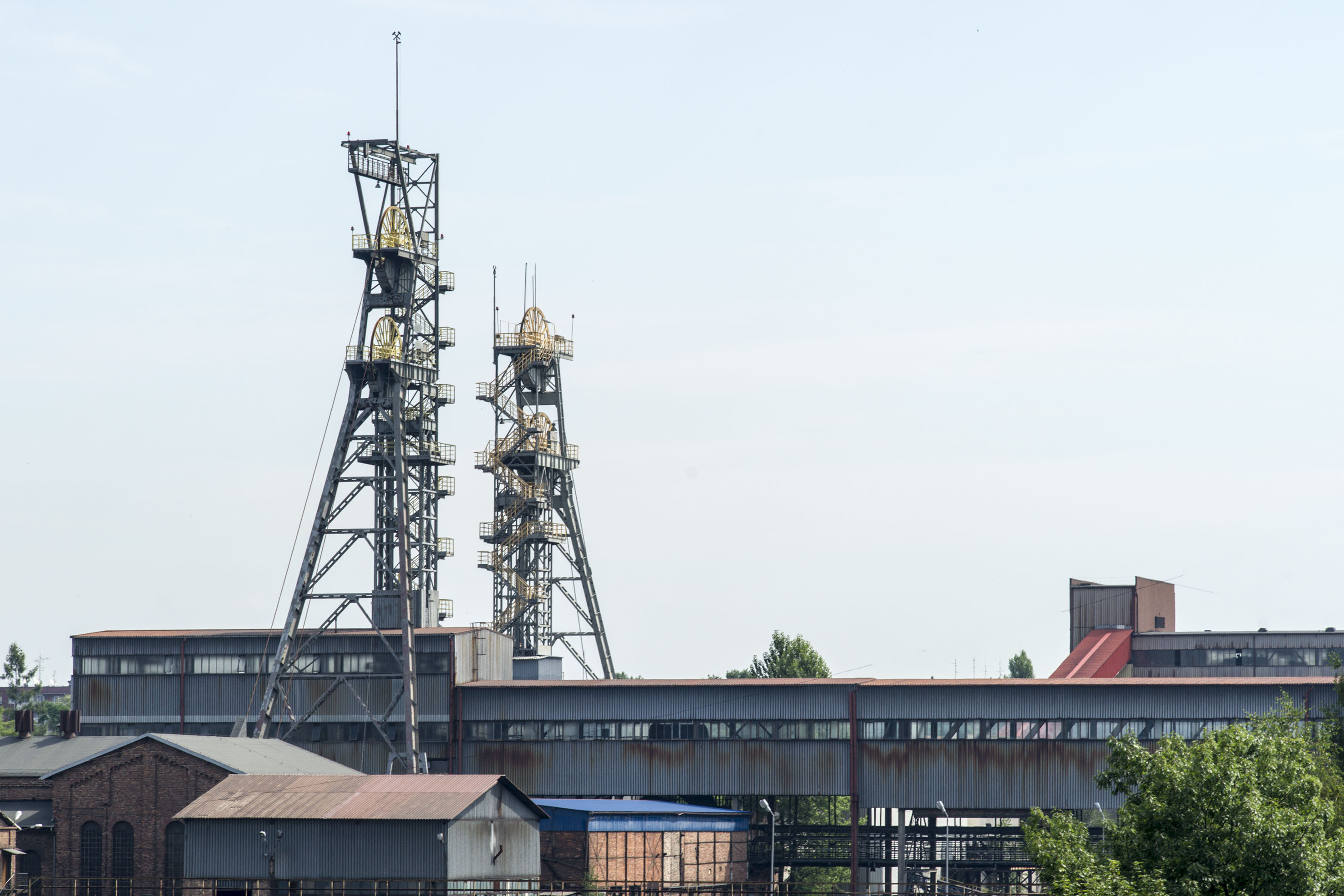
Schächte I und II auf Kazimierz

Große Probleme stellen bei der Übernahme durch die SRK die Arbeitsplätze, die Altschulden und die Stilllegungskosten dar. So rechnet man mit Verpflichtungen in Höhe von 120 Millionen zł (ungefähr 28 Mio. Euro) und Liquidationskosten von 160 Millionen zł (ca. 37,3 Mio. Euro). Die meisten der auf Kazimierz-Juliusz angelegten Bergleute soll auf anderen Gruben der KHW beschäftigt werden, 568 Bergleute sollen das Ausrauben der Baue und die Stilllegung durchführen.

## Geschichte

### Felix
Im Stadtteil Ostrowy Górnicze von Sosnowiec (alte Bezeichnung Niemce) wurde 1814 eine Tagesbaugrube namens Felix (Feliks; Lage) durch Graf Felix Lubienski zur Gewinnung von Steinkohle gegründet, aber schon drei Jahre später durch das polnische Königshaus übernommen. 1827 ging man in diesem Gebiet zum Tiefbau über, ließ aber auf Felix den Abbau von 1843 bis 1859 ruhen. Nach einem Brand 1861 wurde bis 1874 keine Kohlen mehr gefördert. In diesem Jahr wurde der Besitz durch die Warschauer Gesellschaft für Bergbau und Metallurgie (Warszawskie Towarzystwo Kopalń Węgla i Zakładów Hutniczych) übernommen und die beiden Schächte Leopold und Gustav abgeteuft (Fertigstellung 1876). 1877 wurde die Außenanlage Felix II errichtet.

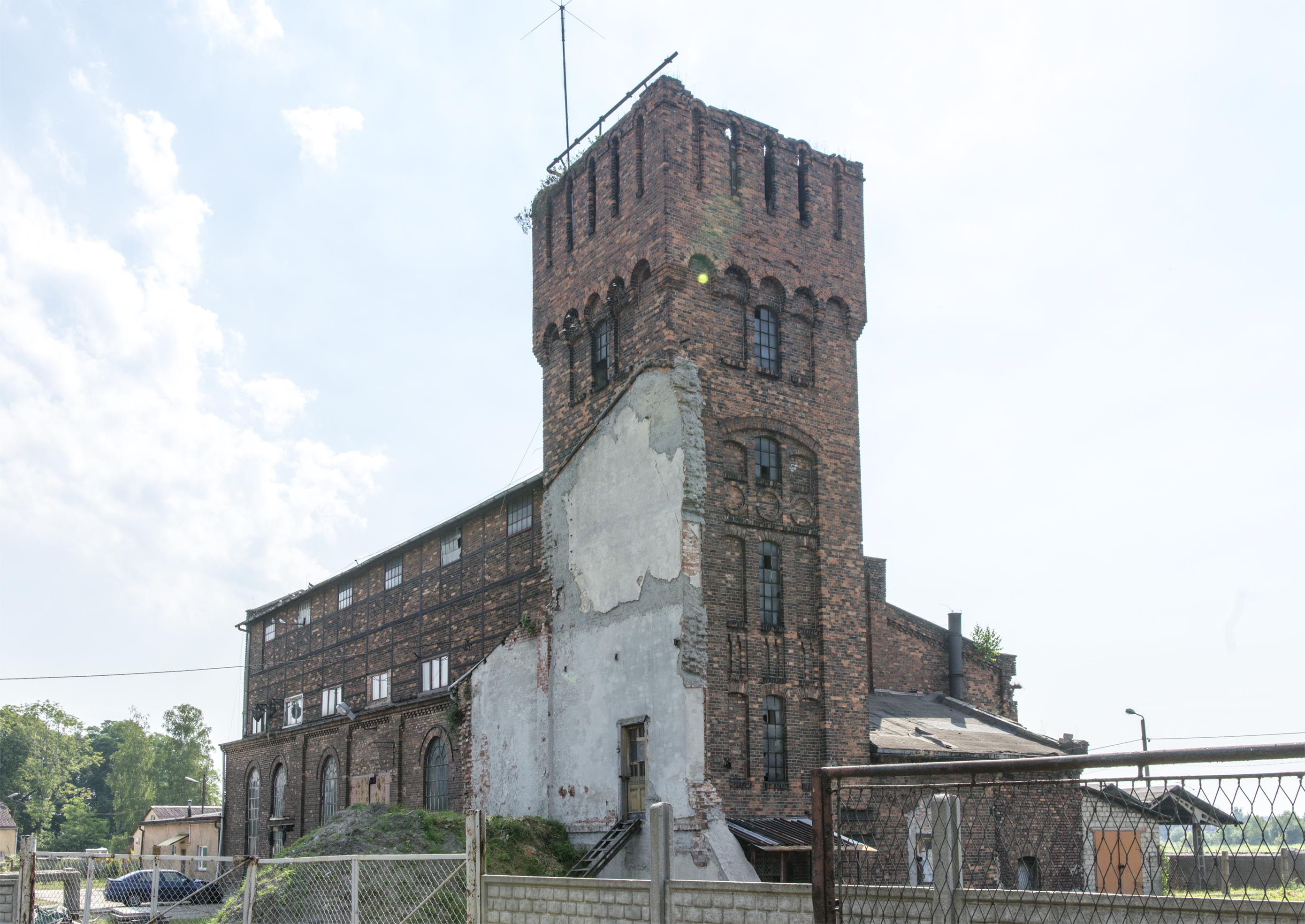
Reste der alten Schachtanlage Kazimierz III

Das Bergwerk war unter seinem neuen Besitzer bis 1925 in Betrieb und hat 1922 mit 23.960 t seine höchste Produktion erreicht.

### Dorota
Das Bergwerk  (Lage) wurde von Stanisława Knothe und seinen Mitarbeitern (Kopalnia Dorota St. Knothe-Spółka Komandytowa) 1933 am östlichen Rand von Sosnowiec-Ostrowy errichtet. Während der Besatzungszeit durch die Deutschen wurde das Bergwerk ab Januar 1941 von der Preussag betrieben. Obwohl somit von 1933 bis 1941 einer anderen Bergwerksgesellschaft als die westlich gelegenen Zechen Kazimierz und Juliusz gehörend, wurde es nach Kriegsende mit den genannten Bergwerken und Porąbka zu Kazimierz-Juliusz fusioniert. Vermutlich wurde in diesem Zusammenhang auch das Baufeld von Felix dem neuen Verbundbergwerk zugeschlagen.

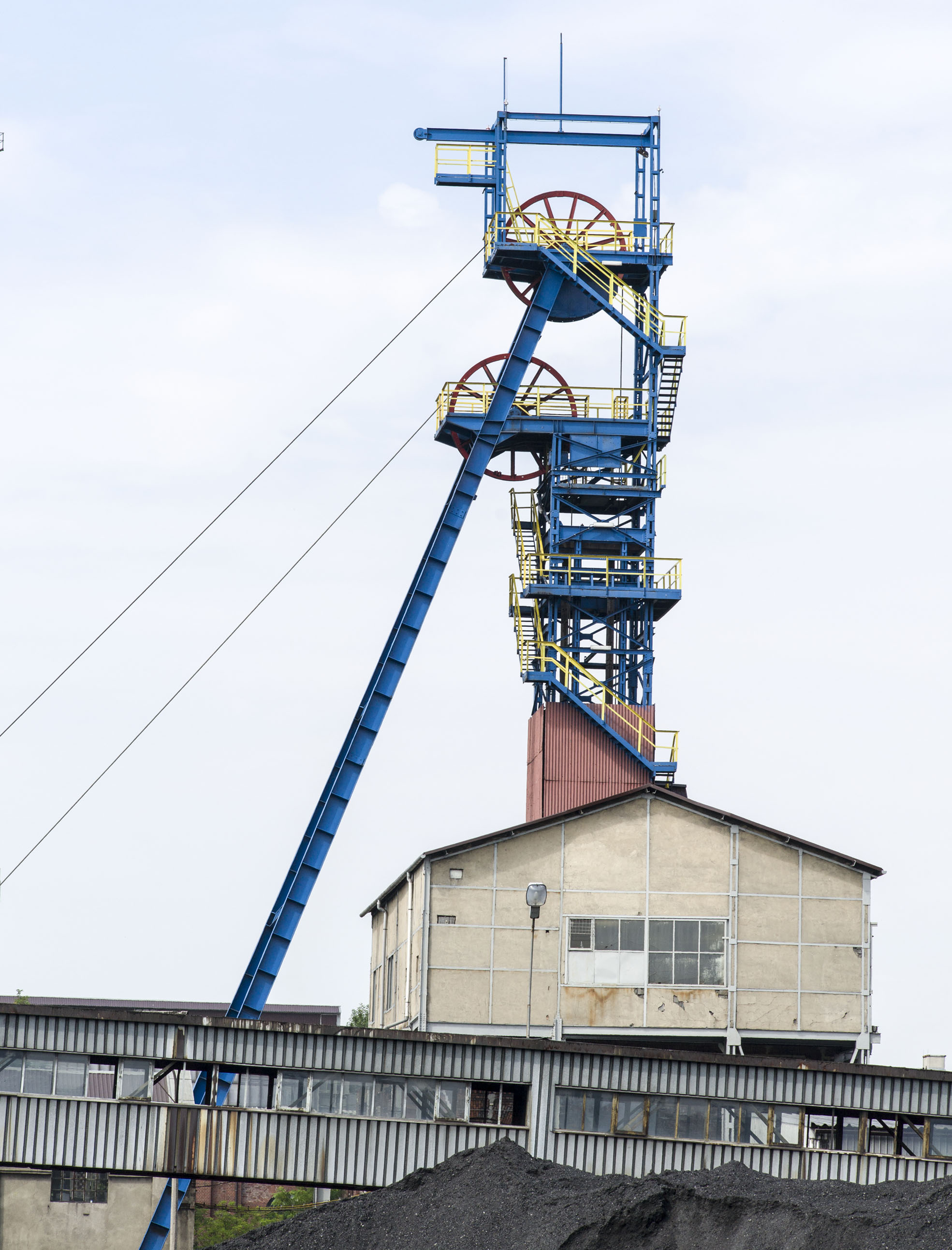
Schacht III der Anlage Juliusz

Vereinzelte Reste beider zu diesem Bergwerk gehörenden Schächte sind heute noch vorhanden.  Die Förderung betrug 1938 294.949 t.

### Kazimierz
Weil die beiden Bergwerke Felix und Dorota den steigenden Bedarf der Warschauer Aktiengesellschaft für Kohlebergbau und Hüttenwesen (Warszawskie Towarzystwo Kopalń Węgla i Zakładów Hutniczych) nicht decken konnten, wurde im Jahr 1874 an der Eisenbahnlinie Warschau-Wien eine weitere Zeche (Lage) gegründet. Nach dem Abteufen des Schachtes Kazimierz I in den Jahren 1879 bis 1883 begann 1884 der Regelbetrieb.

### Juliusz
Die Errichtung des Bergwerk Juliusz (Lage) wurde im Jahre 1902 in Angriff genommen und es 1914 konnte die erste Kohle gefördert werden. Gründer und Besitzer der Zeche war die gleiche AG wie bei Kazimierz. 1938 erfolgte die Fusion beider Bergwerke.

### KWK Kazimierz-Juliusz
Nachdem 1938 der Zusammenschluss von Kazimierz und Juliusz erfolgt war, kam 1945 zu dem heutigen Verbundbergwerk noch Dorota hinzu. Damit waren drei Bergwerke im Osten von Sosnowiec vereinigt, die – neben anderen – während der Besatzungszeit von der Preussag ausgebeutet worden sind. Später kam das Abbaugebiet von Klimontów II hinzu, so dass das Bergwerk über eine Berechtsame von 24,06 km² verfügte.
In der Zeit nach dem Zweiten Weltkrieg wurden zahlreiche Investitionen getätigt, um das Bergwerk zukunftssicher zu machen und dem überall herrschenden Mangel an geeigneten Arbeitskräften zu begegnen. So wurden im Grubenfeld nicht nur die beiden Außenschächte „Maczki“ und „Bory“ abgeteuft, sondern auch eine Gesundheitsstation eingerichtet und eine Grubenwehr geschaffen. In den 1970er Jahren erhielt Juliusz eine neue Aufbereitungsanlage und Kazimierz eine neue Fördereinrichtung.
Unter Tage begann der Prozess einer mechanischen Kohlengewinnung. 1959 und 1972 führte man den Schreitausbau ein. Probleme traten aber dadurch auf, dass das Flöz 510 mit einer Mächtigkeit von 21 Metern zwar sehr ergiebig war, aber durch mehrere Sprünge stark gestört war. Diese Störungen hatten manchmal nur einen Abstand von 200 m zueinander und erlaubten keine langen Strebfronten.

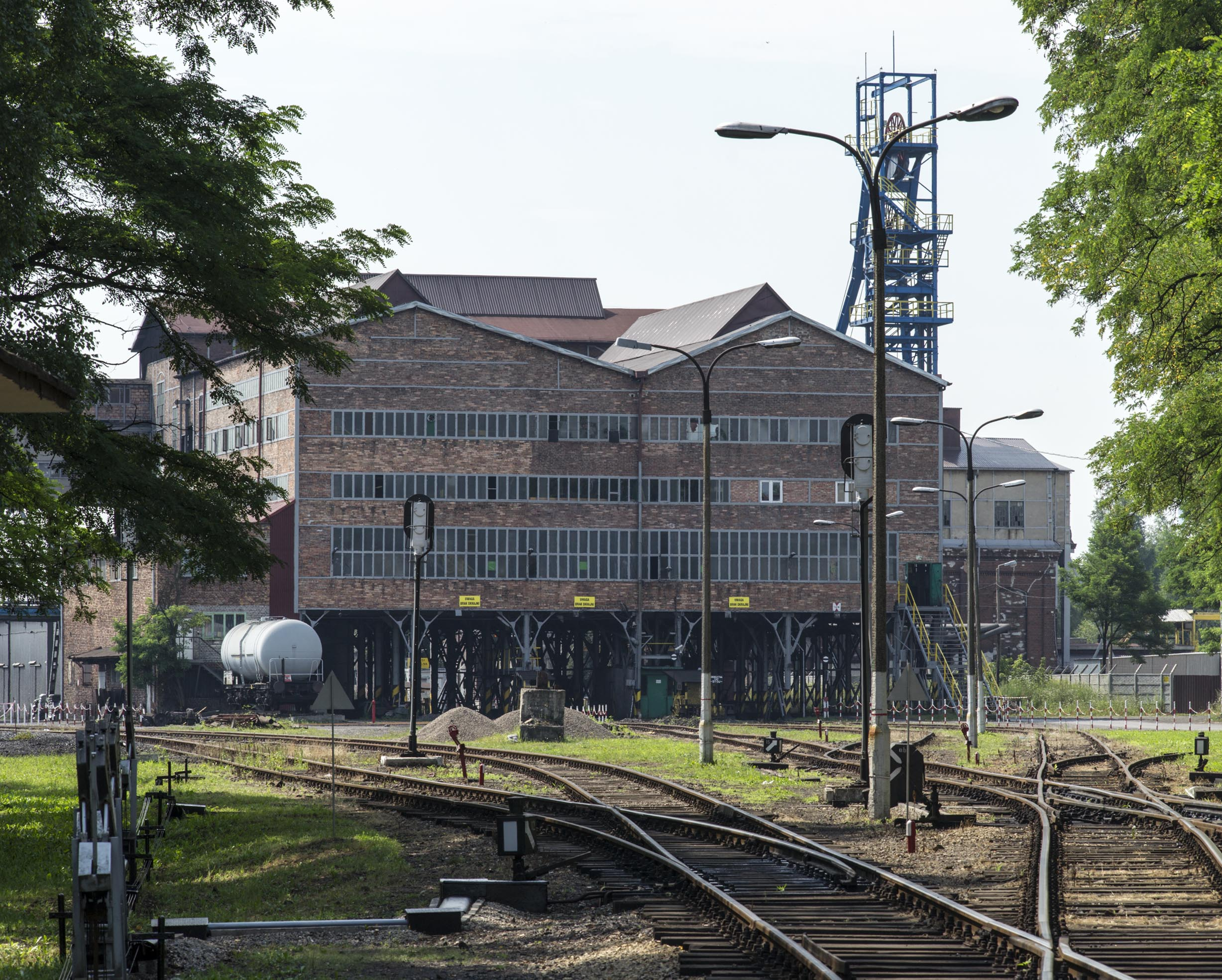
Aufbereitung auf Juliusz

Noch Anfang des 21. Jahrhunderts hatte man zahlreiche Pläne, das Bergwerk erfolgreich weiter zu betreiben. So war für das Jahr 2006 eine Produktion von 775.000 Tonnen geplant und wollte durch einen völlig mechanisierten Abbau täglich 1.900 Tonnen gewinnen. Der Abbau sollte fast ausschließlich auf das Flöz 510 beschränken.
Wenige Jahre zuvor (in der zweiten Hälfte der 1990er Jahre) war mit der Schließung des Bergwerks Porąbka-Klimontów dessen Baufeld übernommen worden. Warum es trotz der Beschränkung auf ein Flöz und dieser Übernahme zu den bereits erwähnten wirtschaftlichen Schwierigkeiten kam, benennen die aufgeführten Quellen nicht.
Bei seiner Stilllegung Mitte 2015 verfügte das Bergwerk über vier Schächte, K II (Doppelförderung), K I (Seilfahrt und Materialtransport) und K V (Materialtransport und ausziehender Wetterschacht) auf Kazimierz sowie Karol (Seilfahrt und Materialtransport) auf Juliusz. Dorota und Porąbka-Klimontow sind schon lange stillgelegt, die Tagesanlagen fast vollständig abgebrochen.

## Förderzahlen
Kazimierz 1900: 355.241 t; 1913: 876.465 t
Juliusz 1929: 596.000 t; 1937: 517.480 t
Kazimierz-Juliusz 1938: 918.984 t; 1970: 1,88 Mio. t; 1979: 2,14 Mio. t